# Országos Anyag- és Árhivatal
Az Országos Árhivatal az 1930-as évekre visszanyúló múltú, országos hatáskörű, központi gazdaságirányítási szerv volt Magyarországon, mely a rendszerváltásig állt fenn.
A háborús készülődés miatt az 1930-as évek végétől egyre nagyobb teret nyert Magyarországon a központi gazdaságirányítás, ennek kulcslépése az 1938-ban meghirdetett „győri program” volt. Hogy a központi megrendelések támasztotta kereslet ne vezessen áremelkedéshez, a 2200/1938 ME rendelettel létrehozták az árkormánybiztosságot. Az 1940-es évek elejére már a nemzeti jövedelem 2/3-át központilag osztották el. Ennek egyik irányító szerveként hozták létre 1942-ben a Magyar Királyi Ipari Anyaghivatalt.
Az Ipari Anyaghivatal és az árkormánybiztosság összevonásával 1947-ben jött létre Országos Anyag- és Árhivatal (AÁH) néven a háború utáni hiánygazdaság központi árszabályozó szerve, azonban azt a gazdaság szocialista átszervezésének keretében, 1948-ban megszüntették, funkcióját az Országos Tervhivatal vette át. Az Országos Árhivatalt Csikós Nagy Béla vezetésével szervezték meg újra 1957-ben, feladata a központi árpolitika kialakítása volt. 1967-ben egyesítették az Anyaghivatallal, innentől újra Országos Anyag- és Árhivatal néven működött. 1990-ben megszüntették, feladatkörét a Pénzügyminisztérium vette át. Helyén és munkatársainak nagy részével a Gazdasági Versenyhivatal megkezdte működését ezzel egy időben.